# Goodleigh
Goodleigh – wieś i civil parish w Anglii, w Devon, w dystrykcie North Devon. W 2011 civil parish liczyła 450 mieszkańców. Goodleigh jest wspomniana w Domesday Book (1086) jako Godelege/Godelega.